# Maria Boniecka
Maria Antonina Boniecka (ur. 19 czerwca 1910 w Warszawie, zm. 19 czerwca 1978 w Sydney) – prozaik, publicysta, felietonista, pedagog i wychowawca.

## Życiorys
Studiowała w Warszawie gdzie w 1934 ukończyła wydział pedagogiczny, tytuł magistra filozofii otrzymała w 1937. W latach 1928–1944 zatrudniona przez Wydział Oświaty i Kultury Zarządu Miejskiego miasta Warszawy, pracowała jako nauczycielka dla dorosłych. W 1937 odznaczona Srebrnym Krzyżem Zasługi za pracę z analfabetami.
Okupację niemiecką spędziła w Warszawie. Od 1940 pracowała w konspiracji. W 1942 zaprzysiężona do Armii Krajowej. W 1944 aresztowana i uwięziona. Wywieziona do obozu w Małszycach k. Łowicza. Odznaczona Krzyżem Armii Krajowej nr 3273.
W latach 1945–1948 współpracowała z rozgłośnią Polskiego Radia w Gdańsku, w latach 1946–1949 oraz 1951–1954 z rozgłośnią Polskiego Radia w Szczecinie (stały felieton oraz reportaże).
Od 1946 członek Związku Zawodowego Literatów Polskich. W latach 1945–1947 publikowała tygodniowe artykuły na łamach „Gazety Morskiej” w Gdańsku i „Głosu Wybrzeża” w Sopocie.
1946–1949 zatrudniona w charakterze nauczyciela języka polskiego w II Państwowym Gimnazjum Męskim przy ul. Henryka Pobożnego w Szczecinie. Opiekowała się uczniowskim Kołem Literackim, do którego należał między innymi pisarz Włodzimierz Odojewski.
Do 1951 wykładała język polski na Studium Przygotowawczym przy Politechnice Szczecińskiej. W latach 1949–1963 współpracowała z Towarzystwem Wiedzy Powszechnej: prowadziła wykłady z dziedziny historii literatury, wygłaszała odczyty, prelekcje. W 1960 odznaczona Złotą Odznaką Zasłużonego Popularyzatora Wiedzy.
W latach 1956–1957 była naczelnym redaktorem tygodnika społeczno-literackiego „Ziemia i Morze”. Usunięta z redakcji za „błędy polityczne wobec sprawy węgierskiej, cenzury, nie dość silne przeciwstawianie się błędnym tendencjom, nie konsultowanie się z Komitetem Wojewódzkim odnośnie do polityki redakcyjnej, nie zbliżanie linii pisma do linii partii...” W 1957 wytoczono proces przeciw Bonieckiej za artykuł dyskusyjny opublikowany w „Ziemi i Morzu” demaskujący skandaliczne stosunki panujące wśród miejscowego nauczycielstwa.
Członek Towarzystwa Przyjaciół Katolickiego Uniwersytetu Lubelskiego nr. leg. 248001.
W 1959 otrzymała Nagrodę Literacką Szczecina.
Była bezpartyjna. W 1960 roku władze PRL skonfiskowały szereg rękopisów Bonieckiej. Nieznane są losy pozycji: Magnolie Kwitną, Pięć córek Agaty, Nasza praca w porcie, Eli, Eli Lamma Sabactani. W 1963 objęta zakazem druku.
Dokumenty w zasobach IPN potwierdzają, że Boniecka została zarejestrowana przez SB jako figurant. Założona na nią Sprawa Operacyjnego Rozpracowywania nosi kryptonim „KULTURA”.
W 1965 wyemigrowała do Australii. Drukowała artykuły w prasie polonijnej m.in. w: „Wiadomości Polskie” (Sydney), „Tygodnik Polski” (Melbourne), „Nurt” (Sydney), „Słowo Polskie” (Adelaide), „Wiadomości” (Londyn), „Jutro Polski” (Londyn), „Nowy Świat” (Nowy Jork).
W 1966 nawiązała współpracę z rozgłośnią radia „Wolna Europa”. W 1976–1978 współpracowała z Polskim Komitetem Radiowym w South Australii. W 1967 przyjęta do Koła Byłych Żołnierzy Armii Krajowej w NSW. Od 1971 członek Stowarzyszenia Dziennikarzy Polskich, syndykat Australia.

## Upamiętnienie
W 2021 roku na terenie szczecińskiego Cmentarza Centralnego posadzono Drzewko Pamięci upamiętniające postać Marii Bonieckiej.  

## Publikacje
- Synkretyzm myślenia dorosłego analfabety (1936)
- Fantazja w rysunkach dorosłych uczniów szkół wieczorowych (1937)
- Wpływ dziedziczności psychicznej na przestępczość nieletnich (1938)
- Zmiany psychopatyczne jako motyw przestępczości nieletnich (1938)
- Nad Wielkim Zalewem (1950)
- Szklane kulki (1955)
- Domy przy szosie (1956)
- Na jarmarku odpustowym (1956)
- Księga miłości i cierpienia (1958)
- Ucieczka za druty (1975)